# Mamma Roma addio
Mamma Roma addio è una compilation di brani della Nuova Canzone Popolare Romana pubblicata nel 2012 da Goodfellas Records.

## Descrizione
Nella compliation brani tratti da album dei gruppi Ardecore, BandaJorona e Il Muro del Canto. Un album "manifesto" della Nuova Canzone Popolare Romana dedicato al personaggio interpretato da Anna Magnani nel film di Pier Paolo Pasolini. Ad introdurre l'album il brano "Roma addio" di Remo Remotti e Recycle.
L'album è stato pubblicato il 21 aprile 2012 in occasione del quinto Record Store Day, in quell'anno coincidente con il Natale di Roma. La selezione dei gruppi è stata fatta dall'etichetta Goodfellas Records in quanto formazioni ritenute responsabili – attraverso linguaggi e metodi compositivi diversi – del recupero delle radici che ha segnato una nuova via alla canzone d’autore della Capitale.

## Tracce

### Lato A
1. Recycle Feat. Remo Remotti – Roma addio (Remo Remotti, E. Loizzo, Accacinquecentounoelle)
2. Ardecore – Passione romana (Balilla, Lupi, Balzani)
3. BandaJorona – Nun te sveja' (testo: Pier Mattia Tommasino – musica: Davide Baldi)
4. Il Muro del Canto – Serpe 'n seno (Coccia, Caldironi, Pieravanti, Barbati Bonanni, Marinelli, Lamarra)
5. BandaJorona – Mettece sopra (testo: Mattia Tommasino – musica: Davide Baldi)
6. Il Muro del Canto – San Lorenzo (Coccia, Caldironi, Pieravanti, Barbati Bonanni, Marinelli, Lamarra)
7. Ardecore – Nessuno (Felici, Tradizionale)

### Lato B
1. Ardecore – Te possino da tante cortellate (Tradizionale)
2. Ardecore – Nina vie' giù (Leonardi, Marino, Micheli)
3. Il Muro del Canto – L'ammazzasette (Coccia, Caldironi, Pieravanti, Barbati Bonanni, Marinelli, Lamarra)
4. Il Muro del Canto – Cristo de legno (Coccia, Caldironi, Pieravanti, Barbati Bonanni, Marinelli, Lamarra)
5. BandaJorona – Bolero alla romana (Ludovica Valori)
6. BandaJorona – Mi misse a ffa l'amore co 'n moretto (Tradizionale)
7. Ardecore – Fiore de gioventù (Ettore Petrolini, Angelo Burli)